# KkStB 429 sorozat
A  kkStB 429 gőzmozdony  a császári és királyi osztrák Államvasutak röviden (kkStB) szerkocsis személyvonati gőzmozdonysorozata volt.

## Története
Amint a Schmidt-féle túlhevítő sorozatgyártásra alkalmassá vált, Karl Gölsdorf a 329 sorozatú mozdonyt átépítette túlhevítősre, ez lett a 429 jelzésű sorozat. A füstkamrát meghosszabbították, a hosszkazánt szükség szerint megrövidítették, a nagynyomású henger hengeres tolattyút kapott, a kisnyomású síktolattyút. A Floridsdorfi Mozdonygyár, Bécsújhelyi Mozdonygyár és az ÁVT Mozdonygyára összesen 57-db-ot (429.01-57) szállítottak a kkStB-nek.
Annak ellenére, hogy a kicsi volt a túlhevítőfelület, problémák merültek fel a síktolattyúnál az alacsony nyomású oldalon. Ezért, a következő 126 mozdonyt mindkét oldalon hengeres tolattyúkkal szállították (429100-225). Egyidejűleg készült ikergépes változat is a bevált hengeres tolattyúval összesen 197 db a kkStB-nek (429.900-999, 429.1900-1996)
A Déli Vasút hat db kompaund mozdonyt szerzett be hengeres tolattyúval 429.01-06 pályaszámokkal.
A 429-es egy univerzális mozdony volt, amely jó szénnel 1200 LE körüli teljesítményű volt. Szinte az Osztrák–Magyar Monarchia egész területén megtalálható volt.
Az első világháború után az egykori 429-sorozat a Csehszlovák Államvasutaknál ČSD 354.7 sorozat,  mint a Lengyel Államvasutaknál PKP Ol12 sorozat,  a Jugoszláv Vasutaknál JDŽ 106 sorozat, és az Olasz Államvasutaknál FS 688 sorozatjelet kapott, a román vasútnál pedig megmaradt az eredeti pályaszámuk. Összességében 87 db (46 kompaund és 41 ikergépes) mozdony került az Osztrák Szövetségi Vasutakhoz (BBÖ). A hat Déli Vasúti (DV) gép a MÁV-hoz került 323.901-906 pályaszámmal. Végezetül utolsóként az egykori kkStB 429.116  PKP O112-24 pályaszámmal, amit előbb 323.907, később 323.908 MÁV pályaszámra módosítottak.
1939-ben a  Német Birodalmi Vasút (DRB) átszámozta az ikergépes mozdonyokat 35.201-241, a kompaundokat 35.301-346 pályaszámokra. A harci cselekmények során a néhány mozdony a ČSD és a JDŽ állományából a BBÖ-höz került. A második világháború után az ÖBB-nél 46 ikergépes, mint 35 sorozatú, és 46 kompaund, mint 135 sorozatú lett állományba véve. A DRB pályaszámokat nem változtatták meg.

### A CSD 354,7 sorozat
Az összes ČSD építésű kompaundgép (27 db első- és 57 db második építési forma) és az összes ikergépes az átvett összességében 68 ikergépessel 152 példány 354.7 sorozatba lett rendezve. Az átszámozott gépekből mindössze egy volt egy, az összes többi két gőzdómos, összekötőcsővel. A ČSD 1967-ben kezdte a sorozatot selejtezni.

## Fordítás
- Ez a szócikk részben vagy egészben  a   kkStB 429 című német Wikipédia-szócikk fordításán alapul.  Az eredeti cikk szerkesztőit annak laptörténete sorolja fel. Ez a jelzés csupán a megfogalmazás eredetét és a szerzői jogokat jelzi, nem szolgál a cikkben szereplő információk forrásmegjelöléseként.